# Callejero

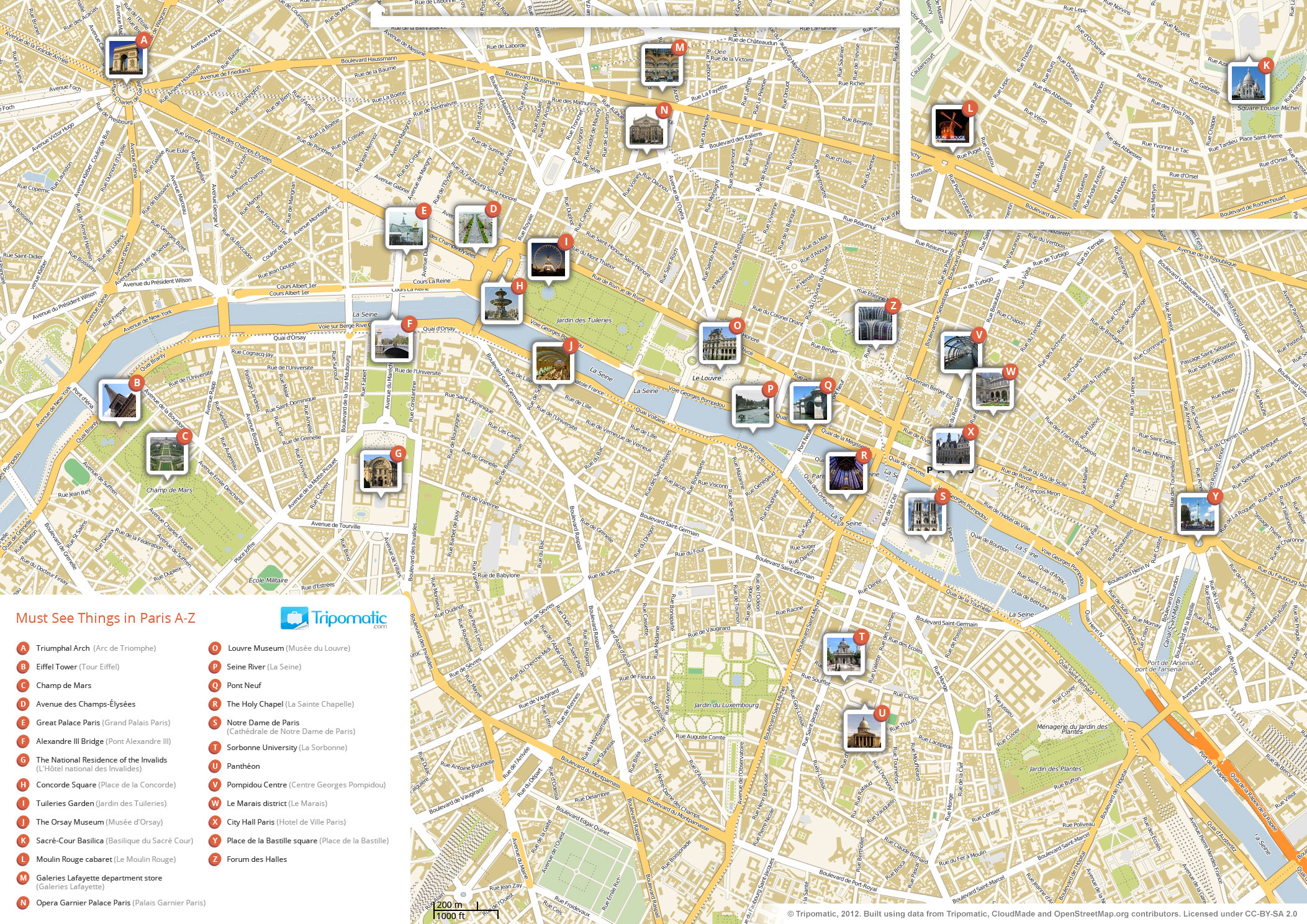
Callejero de París

Un callejero es una guía o mapa que muestra las carreteras y las calles de un distrito o de una ciudad entera. Los callejeros son una herramienta para navegar por las ciudades, pueblos o comunidades. Estos están disponibles en formato impreso, como una guía urbana con sus mapas o planos, o a través de Internet o en los teléfonos móviles con conexión GPRS. El callejero de Internet más utilizado a día de hoy es Google Maps.
Los callejeros generalmente se encuentran en formato digital. Anteriormente, a falta del desarrollo de las tecnologías de la información y la comunicación (TIC), los callejeros eran unas guías descriptivas que permitían localizar cualquier calle en un mapa adjunto. A lo largo del boom de las nuevas tecnologías, éstas han ido sustituyendo las clásicas guías por los GPS, PDA’s, teléfonos móviles e Internet. El callejero digital, generalmente está compuesto por una serie de mapas a diferente escala y ordenados por capas, que se activan e interactúan según las herramientas de control de la aplicación. Estas herramientas permiten navegar por el callejero de la ciudad buscando el nombre de la calle, visualizándolo con diferentes niveles de zum y permitiendo el desplazamiento por encima del mapa. 
Estas serían las funcionalidades básicas de cualquier callejero digital, pudiendo ampliarlas hasta las necesidades concretas de un usuario final como podría ser un taxista, una oficina de turismo, o un servicio de gestión de flotas de vehículos. Algunos de los callejeros digitales más utilizados son los que funcionan a través de una API (Application programming interface) como es el caso de Cercalia, yahoo maps, Google Maps, Map24 y Bing Maps, entre otras. 
Estos callejeros permiten la búsqueda de calles en cualquier ciudad, algunos como Cercalia incluso permiten buscar el número de portal, así como todo un conjunto de funcionalidades avanzadas como routing (o también conocido como encaminamiento, o ruteo), geocodificación inversa, búsquedas por puntos de interés como hoteles, restaurantes, museos, ..., búsquedas por proximidad, etc. Además, recientemente servicios digitales como Google Maps o Bing Maps, han incorporado la posibilidad de visualizar el estado del tráfico en tiempo real, o incluso una vista de la calle en 3 dimensiones.

## Contenido y Diseño
La escala de un callejero usualmente está entre 1:10,000 y 1:25,000. Las áreas del centro densamente pobladas a veces son dibujadas por separado a detalle y en una escala mayor.
Existen callejeros con una fiel escala lineal, y callejeros con escala variable, un ejemplo, es cuando la escala aumenta gradualmente hacia el centro de la ciudad.
La red de calles es información fundamental proporcionada por un callejero, incluyendo los nombres de las calles  (a menudo es complementado por una selección de números de casas individuales), además de edificios, parques y vías fluviales. La localización de objetos en un callejero cuadriculado como las calles y puntos de interés suelen ser también enlistados en una leyenda o registro. Los lugares importantes en un callejero como los edificios administrativos, las instituciones culturales, atracciones, etc. pueden ser destacados con la ayuda de pictogramas. Un callejero también puede ser complementado por las representaciones de los medios de transporte público.

## Historia

### Antiguo Cercano Oriente
Ya en la época del Antiguo Cercano Oriente se producían tablillas de arcilla con representaciones gráficas de ciudades a escala. Excavaciones de la ciudad Sumeria de Nippur, sacó a la luz un fragmento de un trozo de arcilla con dichas representaciones de aproximadamente de 3.500 años de antigüedad, por lo que algunas veces se menciona como el callejero más antiguo que se ha descubierto. La tablilla de arcilla representa el templo de Enlil, un parque de la ciudad, la muralla de la ciudad incluyendo sus puertas, junto con un canal y el río Éufrates. Los objetos individuales en este callejero ya fueron rotulados y marcados en una escritura sumeria cuneiforme.

### Edad Media Tardía
En los manuscritos y libros antiguos impresos en la Edad Media Tardía, las ilustraciones de los callejeros de las ciudades suelen ser de perfil o vistos desde un punto de vista elevado. Cartas náuticas de la época muestran a veces partes estilizadas de los paisajes urbanos elaborado en forma de pictograma, por ejemplo en el libro Liber Insularum Archipelagi (Libro de Islas, 1420) de Cristóforo Buondelmonti, el cual contiene el callejero más antiguo que a un existe de Constantinopla del año 1422.
Un ejemplo de callejero en la Edad Media Tardía es La Crónica de Nuremberg, que apareció por primera vez en 1493. Este libro, es una de las colecciones más importantes de las vistas de la ciudad de la Edad Media Tardía, con más de 100 ilustraciones. Sin embargo, en panoramas como este o uno en las Crónicas de viaje de Bernhard von Breydenbach de 1483, había más narrativa o funciones representativas.
En estos trabajos, se ilustran las características relevantes y condiciones locales, así como puertos, magníficos edificios, grandes paredes, etc. como un fondo para destacar las descripciones históricas o los beneficios económicos de la ciudad. Por otro lado en estos callejeros se hizo menos hincapié en la precisión: en la Crónica de Nuremberg, sólo una cuarta parte de la ciudad tiene puntos de vista representando el aspecto y problemática real de la ciudad, además de que algunas imágenes individuales fueron utilizadas de forma simultánea para representar los callejeros de varias ciudades distintas.

### Renacimiento
En el siglo XVI, los artistas y eruditos del Renacimiento tenían un amplio conocimiento de la perspectiva matemática y proyecciones. Este conocimiento influye en el trabajo de los cartógrafos y en la producción del callejero urbano (especialmente en Italia). Una innovación clave fue que la ciudad ya no era retratada sólo desde una perspectiva imaginaria o real, ya que un callejero era elaborado inicialmente en dos dimensiones y después, fue usado un proceso de dibujo de precisión en perspectiva, transformado en un callejero tridimensional. Un adelantado ejemplo de una obra geométrica exacta y muy detallada de este tipo, es el callejero de la ciudad de Venecia, creada por Jacopo de Barbari alrededor del año 1500.
Considerando que el tipo de callejero de la tardía Edad Media es por lo general todavía un simple grabado de formato pequeño, fue cada vez más común a partir del año 1500; el proceso consistía en la creación de copias de grabados en enormes bloques de madera.  El callejero de Venecia hecho por Jacobo de Barbari, medía 139 centímetros (55 pulgadas) por 282 centímetros (111 pulgadas), y este consistió en seis paneles individuales. Desde mediados del siglo XVI, los procesos de cobre originarios de Amberes, comenzaron a competir con el grabado en madera, y permitió que las ilustraciones de la época fueran mucho más refinadas y detalladas.

### Siglo XIX Atlas de bolsillo
Uno de los primeros atlas de bolsillo de la Ciudad, y el primer atlas de bolsillo de Londres, fue Atlas de Londres Ilustrado de Collins publicado en 1854, dibujado y grabado por Richard Jarman.